# Валя-Мусчелулуй
Валя-Мусчелулуй (рум. Valea Muscelului) — село у повіті Арджеш в Румунії. Входить до складу комуни Мушетешть.
Село розташоване на відстані 132 км на північний захід від Бухареста, 34 км на північ від Пітешть, 119 км на північний схід від Крайови, 85 км на південний захід від Брашова.

## Населення
За даними перепису населення 2002 року у селі проживали 148 осіб, усі — румуни. Усі жителі села рідною мовою назвали румунську.